# 五邊角菊珊瑚
五邊角菊珊瑚（学名：Favites pentagona），又名五边角蜂巢珊瑚，为菊珊瑚科角菊珊瑚屬/角蜂巢珊瑚属下的一个种。